# Passerage des décombres
Lepidium ruderale
Espèce
Classification APG III (2009)
La passerage des décombres ou passerage rudérale (Lepidium ruderale) est une espèce de plantes rudérales de la famille des Brassicaceae.

## Description
La passerage des décombres est une espèce thérophyte, nitrophile et xérophile qui, comme son nom l'indique, prospère dans les terrains vagues, les terres fraîchement retournées et les abords des routes et des grands travaux souvent pollués par la présence de diverses substances et en excès de nitrates.
Sa croissance est rapide, elle est capable de se multiplier très efficacement dès que l'occasion se présente. On la reconnaît à l'odeur désagréable qui en émane si l'on frotte ses feuilles.